# نوردهاوزن
نوردهاوزن (بالألمانية: Nordhausen) هي مدينة في مقاطعة نوردهاوزن و تقع في شمال ولاية تورينغن الألمانية. تعتبر مدينة نوردهوزن هي سادس أكبر مدينة في تورينغن بعد إرفورت و ينا و جيرا و فايمار و مدينة جوته.

## توأمة
لنوردهاوزن اتفاقيات توأمة مع كل من:
- بيت شيمش
- بوخوم (17 يونيو 1990 - )
- شارفيل-ميزيير
- اوسترو ولكوبوليسكي

## أعلام
- أوقست افرايم كرامر
- نورمان ثيويركاوف
- فريدريك إرنست شيلر
- فولكر بيك
- كارل فريدريش فيلهلم
- إيفال ميرتنز
- جان برغر
- بياتريس من هوهنشتاوفن